# TV Integração Uberaba
TV Integração Uberaba é uma emissora de televisão brasileira sediada em Uberaba, cidade do estado de Minas Gerais. Opera no canal 3 (39 UHF digital), e é afiliada à TV Globo. A emissora faz parte da Rede Integração, rede de televisão do interior de Minas Gerais sediada em Uberlândia, e leva seu sinal para 13 municípios do Triângulo Mineiro.

## História
A Rede Integração entrou em concorrência pública para operar uma geradora de televisão em Uberaba em abril de 1999, sendo que em 1.º de abril de 2002, o presidente da república Fernando Henrique Cardoso outorgou através de decreto publicado no Diário Oficial da União o canal 3 VHF para a emissora. Anos depois, em 22 de outubro de 2015, foi assinado o contrato de concessão da emissora com vigência de 15 anos, sendo posteriormente publicado no Diário Oficial da União em 27 de outubro.
A partir desta data, iniciaram-se os preparativos para a inauguração da nova emissora. Uberaba até então era parte da área de cobertura da TV Integração Ituiutaba, fundada em 1988, e que possuía uma sucursal onde eram produzidos os seus programas desde 1997. A sucursal então foi ampliada para comportar os novos equipamentos de geração de imagens da futura emissora.
A TV Integração Uberaba foi oficialmente inaugurada na tarde do dia 1º de abril de 2016, durante o MGTV 1ª edição. Participaram da inauguração o proprietário da Rede Integração, Tubal de Siqueira Silva, o superintendente Rogério Nery e o prefeito de Uberaba Paulo Piau, além de artistas globais e outras personalidades, e cerca de 300 convidados. A emissora tornou-se a quinta da Rede Integração e 119.ª afiliada da Rede Globo, gerando sua programação para 13 municípios, sendo alguns deles anteriormente pertencentes a área de cobertura da TV Integração Uberlândia e da TV Integração Ituiutaba.

## Sinal digital
| Canal virtual | Canal digital | Resolução de tela | Programação                                            |
| ------------- | ------------- | ----------------- | ------------------------------------------------------ |
| 3.1           | 39 UHF        | 1080i             | Programação principal da TV Integração Uberaba / Globo |

Antes da inauguração da emissora, a TV Integração Ituiutaba possuía uma retransmissora digital pelo canal 31 UHF, que entrou no ar em 8 de junho de 2010. Em 1.º de fevereiro de 2016, o MiniCom outorgou o canal 39 UHF para as transmissões digitais da emissora, que entraram em fase de testes uma semana antes da sua inauguração. Em 1.º de abril, a antiga retransmissora foi desativada juntamente com o sinal analógico no canal 11 VHF, bem como o sinal digital no 39 UHF entrou no ar oficialmente no ato de inauguração da nova emissora junto ao canal 3 VHF analógico.
Transição para o sinal digital
Com base no decreto federal de transição das emissoras de TV brasileiras do sinal analógico para o digital, a TV Integração Uberaba, bem como as outras emissoras de Uberaba, cessou suas transmissões pelo canal 3 VHF em 5 de dezembro de 2018, seguindo o cronograma oficial da ANATEL.

## Programas
Além de retransmitir a programação nacional da Globo, atualmente a TV Integração Uberaba produz e exibe os seguintes programas:
- Integração Notícia: Telejornal, com Bárbara Siviero;
- MGTV 1.ª edição: Telejornal, com Tatiane Ferreira;
- MGTV 2.ª Edição: Telejornal, com Ticianna Mujalli;
- Notícia da Hora: Boletim informativo, durante a programação;

Retransmitidos da TV Integração Uberlândia
- Tô Indo: Programa de variedades, com Mário Freitas;
- Cê Viu?: Programa de variedades, com Cecília Ribeiro;
- MG Rural: Jornalístico sobre agronegócio, com Márcio Santos (gerado pela TV Integração Juiz de Fora)

A emissora também exibe o Bom Dia Minas, gerado pela TV Globo Minas de Belo Horizonte, além de jogos decisivos envolvendo os times de futebol mineiros, enquanto a maioria das outras partidas é de times do Rio de Janeiro, assim como o Globo Esporte. A TV Integração Uberaba ainda preenche as madrugadas com programas jornalísticos locais, para cumprir o mínimo de 5% da programação voltada ao jornalismo definido por lei, em substituição a Sessão Comédia na Madruga em dias úteis, Corujão aos sábados e Cinemaço aos domingos. O espaço é preenchido com edições extras do MGTV e reprises de outras atrações, exibidos apenas na sua área de cobertura.

### Jornalismo
Antes da criação da emissora, a TV Integração Ituiutaba era a responsável por cobrir a região de Uberaba, e gerava seus telejornais na cidade desde 1997. Após a fundação da TV Integração Uberaba, toda a programação foi incorporada pela nova emissora, enquanto o canal de Ituiutaba passou a simplesmente retransmitir os programas da TV Integração Uberlândia com inserção de comerciais locais.

## Retransmissoras
- Água Comprida - 11 VHF / 9.1 UHF Digital
- Conceição das Alagoas - 13 VHF
- Conquista - 14 VHF / 31 UHF digital
- Planura - 7 VHF
- Sacramento - 2 VHF / 30 UHF digital